# Aclista analis
Aclista analis är en stekelart som först beskrevs av Jean-Jacques Kieffer 1909.  Aclista analis ingår i släktet Aclista, och familjen hyllhornsteklar. Arten är reproducerande i Sverige.